# ウノサワスバル
ウノサワスバル（1985年1月29日 - ）は、日本の小説家。2010年2月、長編小説『さよなら彦』でデビューした。

## 略歴
デビュー作の『さよなら彦』は、講談社BOX主催の第7回講談社BOX新人賞“流水大賞”大賞受賞作。第7回での同時受賞者は杉山幌と至道流星だった。
小説でのデビューの前の2009年8月に、講談社BOXの文芸誌『パンドラ』Vol.4にイラスト「胡蝶」が掲載されている。

## 作品リスト
小説
- さよなら彦 （講談社BOX、2010年2月、ISBN 978-4-06-283740-8） - 画：ウノサワスバル

イラスト
- 胡蝶 （『パンドラ』Vol.4、講談社、2009年8月） - 全4ページ